# هور (المنيا)
قرية هور هي إحدي القرى التابعة لمركز ملوى بمحافظة المنيا في جمهورية مصر العربية. حسب إحصاءات سنة 2006، بلغ إجمالي السكان في هور 15409 نسمة، منهم 7846 رجل و7563 امرأة.